# Popsko
Popsko (bułg. Попско) – wieś w południowej Bułgarii, w obwodzie Chaskowo, w gminie Iwajłowgrad. Według danych Narodowego Instytutu Statystycznego, 31 grudnia 2011 roku wieś liczyła 44 mieszkańców. Corocznie jest organizowany święty sobór, na który zjeżdżają się mieszkańcy Popska i wszyscy z całej Bułgarii, którzy urodzili się w Popsku a obecnie mieszkają gdzie indziej.